# Pico dos Três Estados
O pico dos Três Estados é uma montanha em cujo topo está o ponto onde se encontram as divisas geográficas dos estados brasileiros de Minas Gerais, Rio de Janeiro e São Paulo.
Suas coordenadas são: 22º 25' 24"S e 44º 48' 48" W. Possui a altitude de 2665 m e encontra-se localizado na extremidade oriental da serra Fina, uma seção da serra da Mantiqueira, próximo à Pedra da Mina e ao pico das Agulhas Negras.

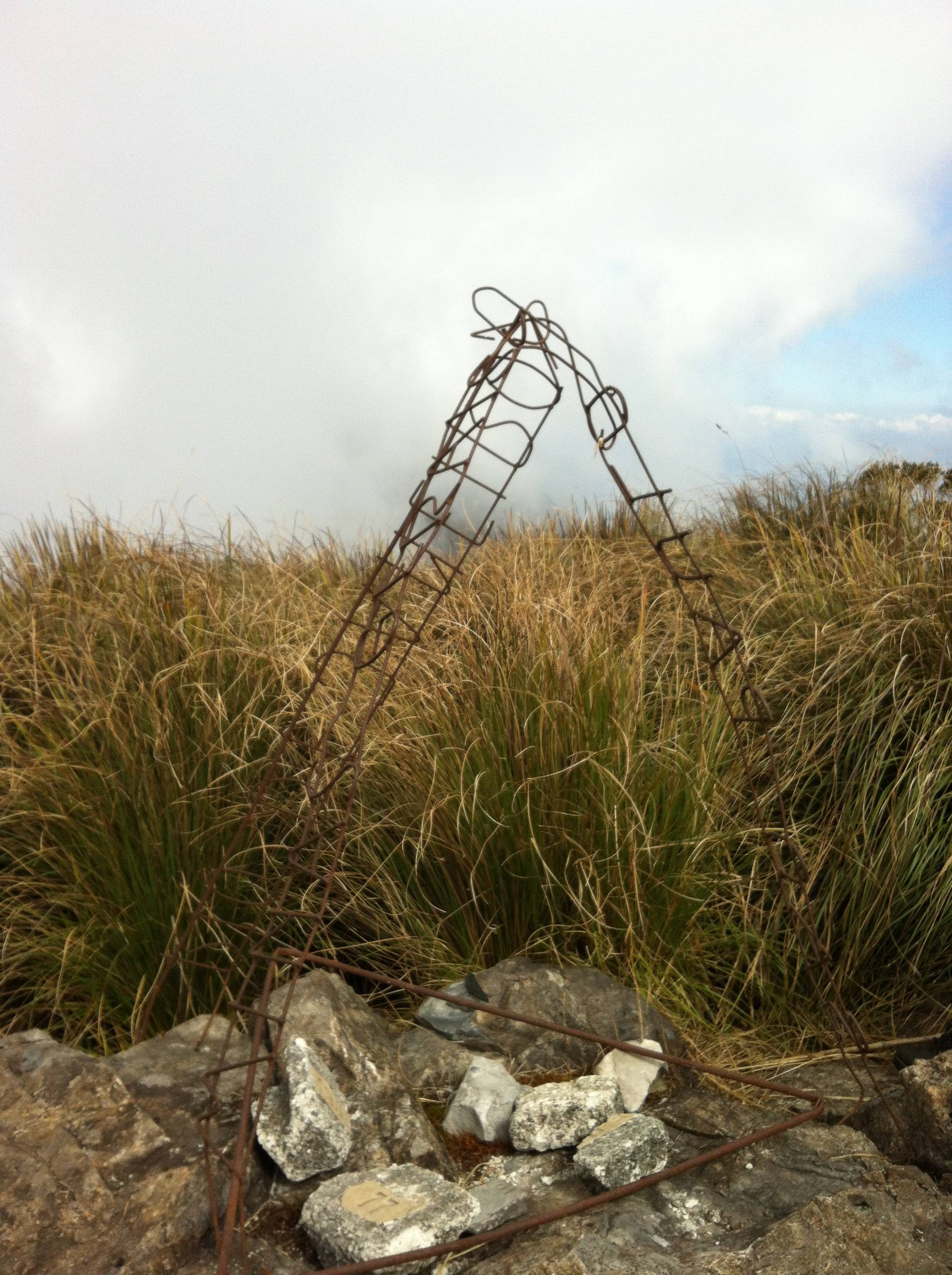
Cume do pico dos Três Estados

O ponto tríplice das divisas é marcado no cume por um pequeno tripé de ferro lavrado com os nomes dos três estados, nas respectivas direções.